# Турышевка
Турышевка (Турышова) — река в России, протекаетпо территории Печорского района Республики Коми.

## География
Устье реки находится в 186 км по правому берегу реки Кожва. Исток лежит в месте слияния рек Первая Турышевка и Вторая Турышевка. Длина реки составляет 34 км.

## Этимология гидронима
В основе гидронима лежит апеллятив турыш — местное название кладовой при охотничьей избушке, обычно на столбе или на стойках.

## Данные водного реестра
По данным государственного водного реестра России относится к Двинско-Печорскому бассейновому округу, водохозяйственный участок реки — Печора от водомерного поста у посёлка Шердино до впадения реки Уса, речной подбассейн реки — бассейны притоков Печоры до впадения Усы. Речной бассейн реки — Печора.
Код объекта в государственном водном реестре — 03050100212103000063733.